# Israel en el Festival de la Canción de Eurovisión
Israel ha participado en 51 ocasiones en el Festival de la Canción de Eurovisión desde su debut en 1973. A pesar de que no esté geográficamente en Europa, Israel participa en el festival por ser miembro activo de la Unión Europea de Radiodifusión.
Israel ha ganado Eurovisión en cuatro ocasiones. Izhar Cohen y Alphabeta ganaron el 1978 con el éxito «A-ba-ni-bi». El año siguiente volvieron a vencer, en Jerusalén, con la canción «Hallelujah», interpretada por Gali Atari & Milk and Honey. La tercera victoria fue en 1998 cuando Dana International representó al país con la canción «Diva», provocando la ira de muchos judíos ortodoxos en su país natal por su condición de transexual y suponiendo un gran eco mediático, aprovechado por el sector más liberal de Israel en favor de la libertad y los derechos de homosexuales, lesbianas y transexuales. Veinte años después, la cantante Netta ganó en Lisboa el Festival de la Canción de Eurovisión 2018, con el tema «Toy».
Las canciones con las que Israel ha ganado el festival tuvieron un importante éxito, pero también algunas de las estrellas más conocidas del país han acudido al festival, como Ofra Haza y Noa.
En algunas ocasiones Israel ha presentado canciones con mensajes pacifistas. En 2009 Noa fue acompañada de una cantante de procedencia árabe, Mira Awad, con el tema «There must be another way». En el año 2000 el grupo Ping-Pong sacó banderas de Israel y Siria y gritaron «Peace, peace!» al finalizar su actuación. Durante un tiempo se afirmó que la cantante Ilanit realizó su actuación en el festival de 1973, en el que este país debutaba, con chaleco antibalas (un año después de los sucesos de la Olimpiada de Múnich 1972), debido a lo abultado de su traje.
En 2015, Israel consigue pasar de nuevo a la final, tras cuatro años sin conseguirlo, con la canción «Golden Boy», de Nadav Guedj.
Además, Israel, junto con España, Luxemburgo, Irlanda y Suiza son los únicos países que han ganado siendo anfitriones.
En veintidós ocasiones, Israel ha conseguido estar dentro del TOP-10 de la final.
La participación de este país en los certámenes de 2024 y 2025 ha sido criticada debido a la guerra de Gaza.

## Participaciones
Leyenda
     Ganador
     Segundo puesto
     Tercer puesto
     Cuarto o quinto puesto (Top 5)
     Último puesto
| Año                  | Sede       | Artista                           | Canción                                         | Final              | Pts.               | Semifinal               | Pts.                    |
| -------------------- | ---------- | --------------------------------- | ----------------------------------------------- | ------------------ | ------------------ | ----------------------- | ----------------------- |
| 1973                 | Luxemburgo | Ilanit                            | «Ey Sham» (אי שם)                               | 4                  | 97                 | No hubo semifinales     | No hubo semifinales     |
| 1974                 | Brighton   | Kaveret                           | «Natati La Khayay» (נתתי לה חיי)                | 7                  | 11                 | No hubo semifinales     | No hubo semifinales     |
| 1975                 | Estocolmo  | Shlomo Artzi                      | «At Va'Ani» (את ואני)                           | 11                 | 40                 | No hubo semifinales     | No hubo semifinales     |
| 1976                 | La Haya    | Chocolat, Menta, Mastik           | «Emor Shalom» (אמור שלום)                       | 6                  | 77                 | No hubo semifinales     | No hubo semifinales     |
| 1977                 | Londres    | Ilanit                            | «Ahava Hi Shir Lishnayim» (אהבה היא שיר לשניים) | 11                 | 49                 | No hubo semifinales     | No hubo semifinales     |
| 1978                 | París      | Izhar Cohen & the Alphabeta       | «A-ba-ni-bi» (א-ב-ני-בי)                        | 1                  | 157                | No hubo semifinales     | No hubo semifinales     |
| 1979                 | Jerusalén  | Gali Atari y Milk and Honey       | «Hallelujah» (הללויה)                           | 1                  | 125                | No hubo semifinales     | No hubo semifinales     |
| 1980                 | La Haya    | Haajim vehaajiyot                 | «Pizmon Chozer» (פזמון חוזר)                    | Retirado           | Retirado           | Retirado                | Retirado                |
| 1981                 | Dublín     | Hakol Over Habibi                 | «Halayla» (הלילה)                               | 7                  | 56                 | No hubo semifinales     | No hubo semifinales     |
| 1982                 | Harrogate  | Avi Toledano                      | «Hora» (הורה)                                   | 2                  | 100                | No hubo semifinales     | No hubo semifinales     |
| 1983                 | Múnich     | Ofra Haza                         | «Hi» (חי)                                       | 2                  | 136                | No hubo semifinales     | No hubo semifinales     |
| 1984                 | Luxemburgo | Ilanit                            | «Balalaika» (בללייקה)                           | Retirado           | Retirado           | Retirado                | Retirado                |
| 1985                 | Gotemburgo | Izhar Cohen                       | «Olé, Olé» (עולה, עולה)                         | 5                  | 93                 | No hubo semifinales     | No hubo semifinales     |
| 1986                 | Bergen     | Moti Giladi & Sarai Tzuriel       | «Yavo Yom» (יבוא יום)                           | 19                 | 7                  | No hubo semifinales     | No hubo semifinales     |
| 1987                 | Bruselas   | Datner & Kushnir                  | «Shir Habatlanim» (שיר הבטלנים)                 | 8                  | 73                 | No hubo semifinales     | No hubo semifinales     |
| 1988                 | Dublín     | Yardena Arazi                     | «Ben Adam» (בן אדם)                             | 7                  | 85                 | No hubo semifinales     | No hubo semifinales     |
| 1989                 | Lausana    | Gili & Galit                      | «Derekh Hamelekh» (דרך המלך)                    | 12                 | 50                 | No hubo semifinales     | No hubo semifinales     |
| 1990                 | Zagreb     | Rita                              | «Shara Barkhovot» (שרה ברחובות)                 | 18                 | 16                 | No hubo semifinales     | No hubo semifinales     |
| 1991                 | Roma       | Duo Datz                          | «Kan» (כאן)                                     | 3                  | 139                | No hubo semifinales     | No hubo semifinales     |
| 1992                 | Malmö      | Dafna Dekel                       | «Ze Rak Sport» (זה רק ספורט)                    | 6                  | 85                 | No hubo semifinales     | No hubo semifinales     |
| 1993                 | Millstreet | Sarah'le Sharon & The Shiru Group | «Shiru» (שירו)                                  | 24                 | 4                  | No hubo semifinales     | No hubo semifinales     |
| No participó en 1994 |            |                                   |                                                 |                    |                    |                         |                         |
| 1995                 | Dublín     | Liora                             | «Amen» (אמן)                                    | 8                  | 81                 | No hubo semifinales     | No hubo semifinales     |
| 1996                 | Oslo       | Galit Bell                        | «Shalom Olam» (שלום עולם)                       | No se clasificó    | No se clasificó    | 28                      | 12                      |
| No participó en 1997 |            |                                   |                                                 |                    |                    |                         |                         |
| 1998                 | Birmingham | Dana International                | «Diva» (דיווה)                                  | 1                  | 172                | No hubo semifinales     | No hubo semifinales     |
| 1999                 | Jerusalén  | Eden                              | «Yom Huledet (Happy Birthday)» (יום הולדת)      | 5                  | 93                 | No hubo semifinales     | No hubo semifinales     |
| 2000                 | Estocolmo  | PingPong                          | «Sameyach» (שמח)                                | 22                 | 7                  | No hubo semifinales     | No hubo semifinales     |
| 2001                 | Copenhague | Tal Sondak                        | «En Davar» (אין דבר)                            | 16                 | 25                 | No hubo semifinales     | No hubo semifinales     |
| 2002                 | Tallin     | Sarit Hadad                       | «Light a candle»                                | 12                 | 37                 | No hubo semifinales     | No hubo semifinales     |
| 2003                 | Riga       | Lior Narkis                       | «Words for love»                                | 19                 | 17                 | No hubo semifinales     | No hubo semifinales     |
| 2004                 | Estambul   | David D'Or                        | «Leha'amin» (להאמין)                            | No se clasificó    | No se clasificó    | 12                      | 57                      |
| 2005                 | Kiev       | Shiri Maimon                      | «Hasheket Shenish'ar» (השקט שנשאר)              | 4                  | 154                | 7                       | 158                     |
| 2006                 | Atenas     | Eddie Butler                      | «Together we are one»                           | 23                 | 4                  | Top 11 del año anterior | Top 11 del año anterior |
| 2007                 | Helsinki   | Teapacks                          | «Push the button»                               | No se clasificó    | No se clasificó    | 24                      | 17                      |
| 2008                 | Belgrado   | Boaz Mauda                        | «The fire in your eyes»                         | 9                  | 124                | 5                       | 104                     |
| 2009                 | Moscú      | Noa & Mira Awad                   | «There must be another way»                     | 16                 | 53                 | 7                       | 75                      |
| 2010                 | Oslo       | Harel Skaat                       | «Milim» (מילים)                                 | 14                 | 71                 | 8                       | 71                      |
| 2011                 | Düsseldorf | Dana International                | «Ding dong»                                     | No se clasificó    | No se clasificó    | 15                      | 38                      |
| 2012                 | Bakú       | Izabo                             | «Time»                                          | No se clasificó    | No se clasificó    | 13                      | 33                      |
| 2013                 | Malmö      | Moran Mazor                       | «Rak Bishvilo» (רק בשבילו)                      | No se clasificó    | No se clasificó    | 14                      | 40                      |
| 2014                 | Copenhague | Mei Finegold                      | «Same heart»                                    | No se clasificó    | No se clasificó    | 14                      | 19                      |
| 2015                 | Viena      | Nadav Guedj                       | «Golden boy»                                    | 9                  | 97                 | 3                       | 151                     |
| 2016                 | Estocolmo  | Hovi Star                         | «Made of stars»                                 | 14                 | 135                | 7                       | 147                     |
| 2017                 | Kiev       | Imri Ziv                          | «I feel alive»                                  | 23                 | 39                 | 3                       | 207                     |
| 2018                 | Lisboa     | Netta                             | «Toy»                                           | 1                  | 529                | 1                       | 283                     |
| 2019                 | Tel Aviv   | Kobi Marimi                       | «Home»                                          | 23                 | 35                 | País anfitrión          | País anfitrión          |
| 2020                 | Róterdam   | Eden Alene                        | «Feker Libi» (ፍቅር ልቤ)                           | Festival cancelado | Festival cancelado | Festival cancelado      | Festival cancelado      |
| 2021                 | Róterdam   | Eden Alene                        | «Set me free»                                   | 17                 | 93                 | 5                       | 192                     |
| 2022                 | Turín      | Michael Ben David                 | «I.M»                                           | No se clasificó    | No se clasificó    | 13                      | 61                      |
| 2023                 | Liverpool  | Noa Kirel                         | «Unicorn»                                       | 3                  | 362                | 3                       | 127                     |
| 2024                 | Malmö      | Eden Golan                        | «Hurricane»                                     | 5                  | 375                | 1                       | 194                     |
| 2025                 | Basilea    | Yuval Raphael                     | «New Day Will Rise»                             | 2                  | 357                | 1                       | 203                     |

## Festivales organizados en Israel
| Edición                                   | Ciudad sede | Localización                         | Presentandores                                |
| ----------------------------------------- | ----------- | ------------------------------------ | --------------------------------------------- |
| Festival de la Canción de Eurovisión 1979 | Jerusalén   | Centro Internacional de Convenciones | Yardena Arazi y Daniel Pe'er                  |
| Festival de la Canción de Eurovisión 1999 | Jerusalén   | Centro Internacional de Convenciones | Dafna Dekel, Sigal Shachamon y Yigal Ravid    |
| Festival de la Canción de Eurovisión 2019 | Tel Aviv    | Expo Tel Aviv                        | Assi Azar, Bar Refaeli, Erez Tal y Lucy Ayoub |

## Votación de Israel
Hasta 2025, la votación de Israel ha sido:
| Más puntos otorgados solo en la gran final | Más puntos otorgados solo en la gran final | Más puntos otorgados solo en la gran final |
| Pos.                                       | País                                       | Puntos                                     |
| ------------------------------------------ | ------------------------------------------ | ------------------------------------------ |
| 1                                          | Suecia                                     | 206                                        |
| 2                                          | Francia                                    | 183                                        |
| 2                                          | Ucrania                                    | 183                                        |
| 3                                          | Reino Unido                                | 175                                        |
| 4                                          | Rusia                                      | 151                                        |

| Más puntos otorgados en semifinales y final | Más puntos otorgados en semifinales y final | Más puntos otorgados en semifinales y final |
| Pos.                                        | País                                        | Puntos                                      |
| ------------------------------------------- | ------------------------------------------- | ------------------------------------------- |
| 1                                           | Suecia                                      | 281                                         |
| 2                                           | Ucrania                                     | 240                                         |
| 3                                           | Rusia                                       | 205                                         |
| 4                                           | Rumanía                                     | 188                                         |
| 5                                           | Francia                                     | 183                                         |

| Más puntos recibidos solo en la final | Más puntos recibidos solo en la final | Más puntos recibidos solo en la final |
| Pos.                                  | País                                  | Puntos                                |
| ------------------------------------- | ------------------------------------- | ------------------------------------- |
| 1                                     | Francia                               | 271                                   |
| 2                                     | Finlandia                             | 184                                   |
| 3                                     | Países Bajos                          | 179                                   |
| 4                                     | Alemania                              | 176                                   |
| 5                                     | Suiza                                 | 173                                   |

| Más puntos recibidos en semifinales y final | Más puntos recibidos en semifinales y final | Más puntos recibidos en semifinales y final |
| Pos.                                        | País                                        | Puntos                                      |
| ------------------------------------------- | ------------------------------------------- | ------------------------------------------- |
| 1                                           | Francia                                     | 350                                         |
| 2                                           | Países Bajos                                | 256                                         |
| 3                                           | Alemania                                    | 251                                         |
| 4                                           | Finlandia                                   | 246                                         |
| 5                                           | Suiza                                       | 239                                         |

## 12 puntos
- Israel ha dado 12 puntos a:

### Final (1975 - 2003)
| Año                  | País                 | Año                  | País                 | Año  | País   |
| -------------------- | -------------------- | -------------------- | -------------------- | ---- | ------ |
| 1975                 | Países Bajos         | 1989                 | Yugoslavia           | 2003 | España |
| 1976                 | Reino Unido          | 1990                 | Yugoslavia           |      |        |
| 1977                 | Irlanda              | 1991                 | Francia              |      |        |
| 1978                 | Países Bajos         | 1992                 | Francia              |      |        |
| 1979                 | Dinamarca            | 1993                 | Reino Unido          |      |        |
| No participó en 1980 | No participó en 1980 | No participó en 1994 | No participó en 1994 |      |        |
| 1981                 | Reino Unido          | 1995                 | España               |      |        |
| 1982                 | Alemania             | No participó en 1996 | No participó en 1996 |      |        |
| 1983                 | Luxemburgo           | No participó en 1997 | No participó en 1997 |      |        |
| No participó en 1984 | No participó en 1984 | 1998                 | Reino Unido          |      |        |
| 1985                 | Noruega              | 1999                 | Alemania             |      |        |
| 1986                 | Suiza                | 2000                 | Dinamarca            |      |        |
| 1987                 | Suecia               | 2001                 | España               |      |        |
| 1988                 | Yugoslavia           | 2002                 | Letonia              |      |        |

| Año  | País        | Año  | País       |
| ---- | ----------- | ---- | ---------- |
| 2004 | Grecia      | 2010 | Armenia    |
| 2005 | Rumanía     | 2011 | Suecia     |
| 2006 | Rusia       | 2012 | Rusia      |
| 2007 | Bielorrusia | 2013 | Azerbaiyán |
| 2008 | Rusia       | 2014 | Rumanía    |
| 2009 | Islandia    | 2015 | Suecia     |

| Año  | Jurado     | Televoto        | Conjunto     |
| ---- | ---------- | --------------- | ------------ |
| 2016 | Australia  | Australia       | Australia    |
| 2017 | Hungría    | Bulgaria        | Hungría      |
| 2018 | Austria    | República Checa | Austria      |
| 2019 | Grecia     | Australia       | Australia    |
| 2021 | Lituania   | Rusia           | Malta/ Rusia |
| 2022 | Suecia     | Suecia          | Suecia       |
| 2023 | Sin jurado | Finlandia       | Finlandia    |
| 2024 | Sin jurado | Armenia         | Armenia      |
| 2025 | Sin jurado | Armenia         | Armenia      |

| Año  | País        | Año  | País       |
| ---- | ----------- | ---- | ---------- |
| 2004 | Ucrania     | 2010 | Armenia    |
| 2005 | Rumanía     | 2011 | Suecia     |
| 2006 | Rusia       | 2012 | Suecia     |
| 2007 | Bielorrusia | 2013 | Azerbaiyán |
| 2008 | Rusia       | 2014 | Austria    |
| 2009 | Noruega     | 2015 | Italia     |

| Año  | Jurado       | Televoto        | Conjunto          |
| ---- | ------------ | --------------- | ----------------- |
| 2016 | Ucrania      | Francia         | Francia           |
| 2017 | Portugal     | Portugal        | Portugal          |
| 2018 | Austria      | República Checa | Austria           |
| 2019 | Países Bajos | Italia          | Italia            |
| 2021 | Suiza        | Ucrania         | Suiza             |
| 2022 | Suecia       | Ucrania         | Reino Unido       |
| 2023 | Suecia       | Finlandia       | Finlandia Noruega |
| 2024 | Luxemburgo   | Luxemburgo      | Luxemburgo        |
| 2025 | Grecia       | Ucrania         | Grecia            |

## Galería de imágenes
|                                            |
| Chocolate, Menta, Mastik en La Haya (1976) |

|                               |
| David D'Or en Estambul (2004) |

|                             |
| Teapacks en Helsinki (2007) |

|                         |
| Boaz en Belgrado (2008) |

|                            |
| Harel Skaat en Oslo (2010) |

|                                         |
| Dana International en Düsseldorf (2011) |

|                             |
| Moran Mazor en Malmö (2013) |

|                                   |
| Mei Finegold en Copenhague (2014) |

|                             |
| Nadav Guedj en Viena (2015) |

|                               |
| Hovi Star en Estocolmo (2016) |

|                     |
| IMRI en Kiev (2017) |

|                                 |
| Netta Barzilai en Lisboa (2018) |

|                                |
| Kobi Marimi en Tel Aviv (2019) |

|                                |
| Eden Alene en Rotterdam (2021) |

|                                   |
| Michael Ben David en Turín (2022) |

|                               |
| Noa Kirel en Liverpool (2023) |

|                            |
| Eden Golan en Malmö (2024) |